# Vermist (film)
Vermist is een Vlaamse thriller geregisseerd door Jan Verheyen, naar een scenario van Bas Adriaensen, Philippe De Schepper en Matt Witten. De première vond plaats op 31 oktober 2007. De film geldt tevens als de pilotaflevering van de serie Vermist, die door VT4 werd uitgezonden.

## Verhaal
Wanneer de zestienjarige Evi samen met een jongen in een discotheek betrapt wordt door haar conservatieve vader, loopt ze weg. Niet zo abnormaal voor een puberende tiener, maar Walter Sibelius, teamleider van de Cel Vermiste Personen, neemt het zekere voor het onzekere en start een onderzoek. Al gauw wordt duidelijk dat de relatie tussen Evi en haar ouders ernstig verstoord is. Wanneer blijkt dat haar vader op enkele cruciale momenten na de verdwijning niet over een sluitend alibi beschikt en hij duidelijk meer weet dan hij wil toegeven, wordt hij verdachte nummer één.
De Cel ontdekt dat het leven van Evi de laatste maanden een bizarre wending heeft genomen. Ze is vervreemd van familie en vrienden, werd gesignaleerd op seksfeestjes en kreeg dure cadeautjes van een nieuwe onbekende vriend.

## Rolverdeling
| Acteur               | Personage            |
| -------------------- | -------------------- |
| Koen De Bouw         | Walter Sibelius      |
| Joke Devynck         | Tine Peeters         |
| Kevin Janssens       | Nick Bulens          |
| Stan Van Samang      | Steve Van Hamel      |
| Cathérine Kools      | Milly Lacroix        |
| Filip Peeters        | Hendrik De Schrijver |
| Hilde Van Mieghem    | Yvonne De Schrijver  |
| Thomas Cammaert      | Milan De Prins       |
| Steven Boen          | David De Laet        |
| Céline Laenen        | Evi De Schrijver     |
| Lauren Müller        | Babs Vandevelde      |
| Cem Akkanat          | Murat Hoxha          |
| Monika Dumon         | Mevrouw Van Hecke    |
| Barbara Dzikanowice  | Melissa De Roo       |
| Ruud Gielens         | Dr. Igodt            |
| Maarten Goffin       | Leroy Banze          |
| Sven Vannieuwenhuyse | Fotograaf            |
| Laurent Vanhoebrouck | Gilles Dufour        |

## Ontvangst
De film werd getoond op het Filmfestival van Hamburg en het Internationaal filmfestival van Montréal.

### Recensies
Vermist kreeg voornamelijk matig positieve kritieken. Weekblad Humo noemde het "een behoorlijk spannende, sfeervolle en verrassend zakelijke politiefilm die zeker de vergelijking met de doorsnee 'CSI'-aflevering kan doorstaan", maar de recensenten konden zich "op geen enkel moment van de indruk ontdoen dat naar een afgietsel te kijken" waarbij 24, Missing: Without a Trace en The Bourne Identity genoemd worden. Filmfreak.be bekritiseert het realiteitsgehalte van de film maar merkt wel op dat Vermist "natuurlijk alle elementen heeft om er een geslaagde politiefilm van te maken".

### Bezoekers
De film werd sinds 31 oktober 2007 in de Vlaamse en Brusselse bioscoopzalen vertoond op in totaal 36 kopieën. In het openingsweekend had Vermist ruim 60.000 bezoekers, meteen het beste openingsweekend voor een Vlaamse film in de laatste tien jaar, waarmee het op de eerste positie van bestbezochte films van dat moment stond. Bovendien is het de vijfde film van Verheyen op rij die de kaap van 100.000 bezoekers overschreed. Vier weken na de release stond de teller reeds op 151.578 bezoekers. Uiteindelijk lokte de film ruim 212.000 bezoekers. Regisseur Jan Verheyen liet weten dat goede kritieken leuk zijn, maar verkoopcijfers en bezoekersaantallen meer tastbare maatstaven zijn voor de waardering van het publiek.